# 5432 Imakiire
Az 5432 Imakiire (ideiglenes jelöléssel 1988 VN) a Naprendszer kisbolygóövében található aszteroida. T. Kojima fedezte fel 1988. november 3-án.